# Ein starkes Team: Auge um Auge
Auge um Auge ist ein deutscher Fernsehfilm von Martin Weinhart aus dem Jahr 1998. Es handelt sich um die 8. Folge der Krimiserie Ein starkes Team mit Maja Maranow und Florian Martens in den Hauptrollen.

## Handlung
In Berlin liefern sich rivalisierende Gruppen der vietnamesischen Zigarettenmafia erbitterte Kämpfe, die schon mehr als 80 Todesopfer gefordert haben. Nach dem Mord an zwei weiteren Männern, die in einer Plattenbauwohnung vor den Augen ihrer Familie brutal erstochen wurden, sollen Kriminalhauptkommissar Otto Garber und seine Kollegin Verena Berthold die ermittelnden Kollegen der Kriminalpolizei unterstützen. Der Polizei bereits bekannte Verdächtige sind der Spediteur Rainer Krause und der Vietnamese Tschang. Krause bringt die Ware ins Land und Tschang verteilt sie an Händler. Garber und Berthold sollen die Hintermänner Krauses ermitteln. Durch gezielte Observierung kommen sie dem Unternehmer Sven Habicht auf die Spur, der als Drahtzieher im Hintergrund das Geschäft kontrolliert. Bürgerlich gibt er sich als großer Investor aus, der beste Beziehungen zum Baudezernent Harry Greizke unterhält, nicht zuletzt auch durch reichlich Bestechungsgeld. Tschang hat sich zum Ziel gesetzt, zukünftig den Schmuggel allein zu kontrollieren. Er beseitigt zunächst Krause und lässt dann Habicht entführen. Nachdem er Habicht einer Gehirnwäsche unterzogen hat, lässt er den völlig verstörten Mann wieder laufen, der jetzt ein Fall für die Psychiatrie ist. Nach einem groß angelegten SEK-Einsatz kann Tschangs Schmugglerring zerschlagen werden. Er selbst begeht Selbstmord.

## Drehorte (Auswahl)
- Die Plattenbauwohnung, in der die beiden Vietnamesen erstochen werden, ist in der Wollenberger Straße 7
- Das Baumamt war im Nordsternhaus in der Badenschen Straße 2
- Krauses Spedition war in der Eiswerderstraße 18
- Das Schließfach, in dem Habicht seine illegalen Gelder aufbewahrt, war die Nummer 217 am Bahnhof Zoo
- Otto Garber wohnte in der Oderberger Straße 50

## Hintergrund
Auge um Auge wurde in Berlin gedreht und am 10. Januar 1998 um 20:15 Uhr im ZDF erstausgestrahlt.
Sputnik, dessen Rolle in der Serie als ein Running Gag angelegt ist, hat in dieser Folge noch immer seine Gaststätte, in der sich Otto Garber und Verena Berthold regelmäßig einfinden. Bei einem dieser Treffen finden sie eine Schachtel unverzollter Zigaretten bei ihm.
Das Fußballspiel, das während des Mordes an den Vietnamesen gerade im Fernsehen übertragen wird, fand in Manchester im Old Trafford Stadion statt. Es war das Spiel Deutschland gegen Russland am 16. Juni 1996. Die Szene ist das 2:0 durch Klinsmann in der 70. Minute.

## Kritik
Die Kritiker der Fernsehzeitschrift TV Spielfilm meinten: „Trockener Witz, das sympathische Kabbelduo und eine gekonnt in Szene gesetzte Story lohnen wieder mal das Einschalten.“ Fazit: „Nicht nur ein starkes Team, auch eine starke Folge.“